# Gaius Buccionius Homulus
Gaius Buccionius Homulus war ein antiker römischer Toreut (Metallbildner), der wahrscheinlich im ersten Drittel des 1. Jahrhunderts in Italien tätig war.
Gaius Buccionius Homulus ist heute nur noch aufgrund eines fragmentiert erhaltenen Signaturstempels auf einer in Fragmenten erhaltenen Bronzekasserolle bekannt. Diese wurde in einem Brandgrab in Lysá nad Labem, Tschechien, gefunden. Heute befindet sich das Stück im Prager Nationalmuseum. Die fragmentierte Signatur wurde zu Caius Buccio[nius] [H?]omulus ergänzt.

## Einzelbelege
1. ↑  Inventarnummer 40859–40862; Richard Petrovszky: Studien zu römischen Bronzegefäßen mit Meisterstempeln. Leidorf, Buch am Erlbach 1993, S. 212, Nr. B.05.01.

| Personendaten    | Personendaten                                                                   |
| ---------------- | ------------------------------------------------------------------------------- |
| NAME             | Buccionius Homulus, Gaius                                                       |
| ALTERNATIVNAMEN  | Buccionius Homulus, Gaius; Homulus, Gaius Buccionius; Homulus, Caius Buccionius |
| KURZBESCHREIBUNG | antiker römischer Toreut                                                        |
| GEBURTSDATUM     | 1. Jahrhundert v. Chr. oder 1. Jahrhundert                                      |
| STERBEDATUM      | 1. Jahrhundert oder 2. Jahrhundert                                              |